# تفشي الكوليرا في إفريقيا 2014 - 2015
تفشي الكوليرا في أفريقيا 2014 - 15 أُعلن في يونيو 2014 تفشي وباء الكوليرا في وسط وغرب أفريقيا. في 25 يناير 2015 تم تسجيل 1,683 حالة وفاة، وأكثر من 91.361 حالة مبلغ عنها، فيما بلغ معدل الوفيات مانسبته 2٪ في 11 بلدًا أفريقيًا، سجل تفشي الوباء قوة كبيرة في عدد الإصابات والوفيات بمعدل 3 مرات أكثر مما كانت عليه في عام 2013. نسبة الوفيات المرتفعة وقعت في منطقة الساحل، وسجلت أكبر من 2٪، وخاصة في كل من: نيجيريا وتشاد والكاميرون والنيجر. وكانت نيجيريا وغانا وجمهورية الكونغو الديمقراطية البلدان الأكثر تضررًا مع غانا. وكان التفشي الأسوأ منذ عام 1982.
في يناير من عام 2015 ما زالت المنطقة تسجل عدد من الحالات، وسجلت في منطقة أكرا الكبرى وفولتا إبلاغ عن حالات من الكوليرا بينما في بقية غانا أعلن تفشي أكبر للمرض. اعتبارًا من 11 يناير تعتبر جمهورية الكونغو الديمقراطية وغانا ونيجيريا الدول الأكبر في قارة أفريقيا التي سجلت عدد من الحالات الجديدة من المرض في عام 2015.